# Mudi
Mudi är en hundras från Ungern. Den är en vallande herdehund som inte bara vallar får utan även nötkreatur och svin. Rasen antas ha uppstått på 1800-talet som en korsning mellan puli och tyska vallhundar med upprätstående öron. Den tros vara nära besläktad med hrvatski ovcar. Rasen godkändes 1936 av den ungerska kennelklubben. 1966 fick mudi en ny rasstandard och erkändes av Fédération Cynologique Internationale (FCI). Rasen har fortfarande öppen stambok.